# Paul Pascal
Paul Victor Henri Pascal (Saint-Pol-sur-Ternoise, 4 luglio 1880 – Caen, 26 gennaio 1968) è stato un chimico francese, specializzato in chimica inorganica e metallurgica. Compì numerose ricerche nell'ambito della suscettività magnetica.

## Biografia
Ex-allievo dell'École normale supérieure e dottore in fisica nel 1905, cominciò i suoi studi di magnetochimica alla Faculté des sciences de Lille. Nel 1919 fu promosso professore di chimica applicata e direttore dell'Institut de chimie de Lille, succedendo ad Alphonse Buisine. Insegnò metallurgia e siderurgia all'Institut industriel du Nord fino al 1927 e chimica naturale e generale alla Faculté des sciences de Paris dal 1929 al 1938.
Pascal fu un pioniere della magnetochimica: nel diamagnetismo, le suscettività diamagnetiche atomiche, che consentono di calcolare la componente diamagnetica di un materiale, sono anche dette costanti di Pascal.
Per i suoi studi fu ammesso all'Accademia francese delle scienze nel 1945, nel 1966 ricevette la médaille d'or del CNRS e fu candidato per sei volte al Premio Nobel per la chimica. Un centro di ricerca del CNRS, situato a Bordeaux, porta il suo nome.

## Opere
- Synthèses et catalyses industrielles, fabrications minérales: leçons professées à la Faculté des sciences de Lille, Paris, J. Hermann, 1924.
- Métallurgie et sidérurgie: Leçons professées à la faculté des sciences de Lille et à l'Institut industriel du Nord, Paris, J. Hermann, coll. Institut industriel du Nord, 1920–1921.
- Chimie générale, 4 voll., Masson 1949–1952.
- Notions élémentaires de Chimie générale, Masson 1953.
- Mitautor und Herausgeber Nouveau traité de chimie minérale, 31 Bände, Paris, Masson, ab 1956 (Neuauflage des Handbuchs Traité de Chimie minérale, Masson 1931–1934), von Pascal Band 20 Alliages métaliques.
- Posthum durch A. Pacault et G. Pannetier: Compléments au Nouveau traité de chimie minérale, Paris, 1974.